# ماركيث كامينغز
ماركيث كامينغز (بالإنجليزية: Markeith Cummings)‏ مواليد 21 ديسمبر 1988 في برمنغهام، هو لاعب كرة سلة محترف أمريكي بدأ مسيرته الاحترافية في سنة 2013 يلعب في الدوري البولندي لكرة السلة ويحمل الرقم 2. يبلغ طوله 6 قدم 6 بوصة (2.0 م).

## روابط خارجية
- ماركيث كامينغز على موقع دوري كرة السلة الياباني للمحترفين (اليابانية)
- ماركيث كامينغز على موقع كرة السلة الأوروبية.كوم (الإنجليزية)
- ماركيث كامينغز على موقع كلية كرة السلة في سبورتس رفرنس.كوم (الإنجليزية)
- ماركيث كامينغز على موقع ريلجم (الإنجليزية)
- ماركيث كامينغز على موقع بروبوليرز (الإنجليزية)
- ماركيث كامينغز على موقع سبورتس رفرنس (الإنجليزية)
- ماركيث كامينغز على موقع سبورتس رفرنس (الإنجليزية)